# Cantón de Neuilly-Saint-Front
El cantón de Neuilly-Saint-Front era una división administrativa francesa, que estaba situada en el departamento de Aisne y la región de Picardía.

## Composición
El cantón estaba formado por treinta y tres comunas:
- Armentières-sur-Ourcq
- Bonnesvalyn
- Brumetz
- Bussiares
- Chézy-en-Orxois
- Chouy
- Courchamps
- Dammard
- Gandelu
- Grisolles
- Hautevesnes
- La Croix-sur-Ourcq
- La Ferté-Milon
- Latilly
- Licy-Clignon
- Macogny
- Marizy-Sainte-Geneviève
- Marizy-Saint-Mard
- Monnes
- Monthiers
- Montigny-l'Allier
- Neuilly-Saint-Front
- Passy-en-Valois
- Priez
- Rocourt-Saint-Martin
- Rozet-Saint-Albin
- Saint-Gengoulph
- Silly-la-Poterie
- Sommelans
- Torcy-en-Valois
- Troësnes
- Veuilly-la-Poterie
- Vichel-Nanteuil

## Supresión del cantón de Neuilly-Saint-Frost
En aplicación del Decreto n.º 2014-202, de 21 de febrero de 2014, el cantón de Neuilly-Saint-Frost fue suprimido el 22 de marzo de 2015 y sus 33 comunas pasaron a formar parte; treinta del nuevo cantón de Guignicourt, dos del nuevo cantón de Château-Thierry y uno del nuevo cantón de Essômes-sur-Marne.